# Sarmatiella
Sarmatiella es un género de foraminífero bentónico considerado un sinónimo posterior de Nodophthalmidium de la subfamilia Nodophthalmidiinae, de la familia Nubeculariidae, de la superfamilia Cornuspiroidea, del suborden Miliolina y del orden Miliolida. Su especie tipo era Sarmatiella costata. Su rango cronoestratigráfico abarcaba desde el Mioceno hasta la Actualidad.

## Discusión
Clasificaciones más recientes hubiesen incluido Sarmatiella en la superfamilia Nubecularioidea.

## Clasificación
Sarmatiella incluye a la siguiente especie:
- Sarmatiella costata